# 音楽・夢コレクション
音楽・夢コレクション（おんがく・ゆめコレクション）は、1989年4月22日から1991年3月30日までNHK総合テレビジョンで放送されていたバラエティ音楽番組である。。

## 概要
1989年 - 1991年、NHKで放送されていた。
ミュージカルを中心に、バラエティ豊かな番組であった。
本放送の前年５月、８月、11月に「特集・音楽・夢コレクション」として特別番組で放送された。

## 出演者
- 島田歌穂
- 中島啓江
- 森公美子
- 戸田恵子
- 宮川彬良
- G-クレフ
- 松尾貴史[1]
- 中村ゆうじ